# Amethystium
Amethystium – norweski projekt muzyczny stworzony przez kompozytora oraz multiinstrumentalistę Øysteina Ramfjorda. Amethystium tworzy muzykę z pogranicza gatunku ambient, muzyki elektronicznej oraz muzyki neoklasycznej. Projekt Ramfjorda działa od roku 1999, w tym czasie powstały takie albumy jak:
- Odonata (2001)
- Aphelion (2003)
- Evermind (2004)
- Emblem (Selected Pieces) (2006)
- Isabliss (2008)
- Aurorae EP (2012)
- Transience (2014)
- Odonata – 20th Anniversary Edition (2020)